# 李孟暘
李孟暘（1433年—1509年），字時雍，號南岡，河南開封府睢州人，民籍。明朝政治人物，官至南京工部尚書。

## 生平
河南鄉試第七名。成化八年（1472年）壬辰科會試第三十九名，殿試登進士第二甲第二十五名。授戶科給事中，累官南京工部尚書，正德初致仕，卒年七十八。

## 著作
著有《南岡吟稿》《南岡集奏議》等。曾修《睢州志》。

## 家族
曾祖李景春。祖父李郁。父李斌，曾任縣丞。
弟李孟晊，同榜進士。李孟暘任戶科給事中時，李孟晊任監察御史，人称“双凤”。